# Chipiu à col noir
Poospiza hispaniolensis
Espèce
Statut de conservation UICN

 LC  : Préoccupation mineure
Le Chipiu à col noir (Poospiza hispaniolensis) est une espèce de passereau appartenant à la famille des Thraupidae.

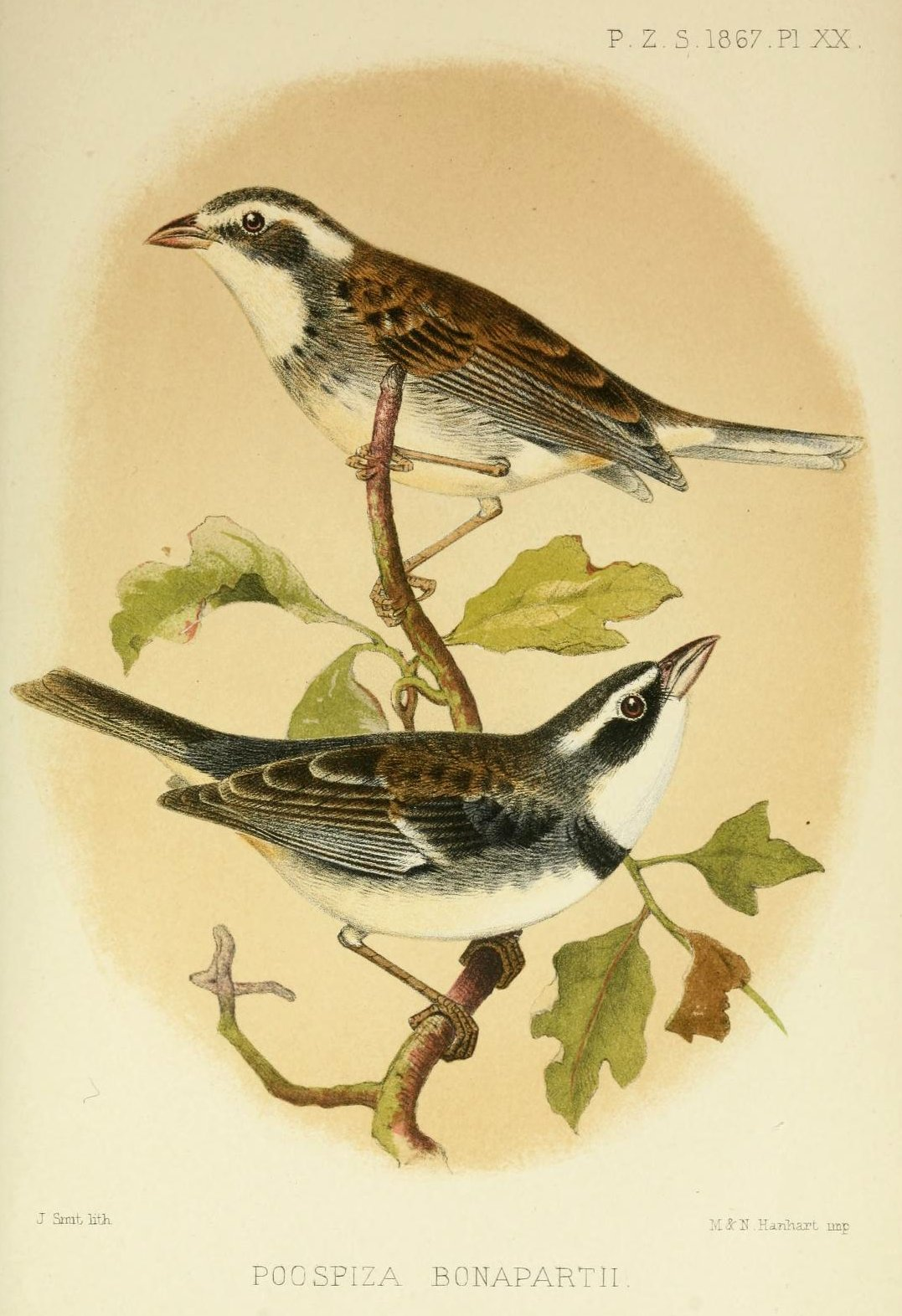